# 洛赫亚圣劳伦斯教堂

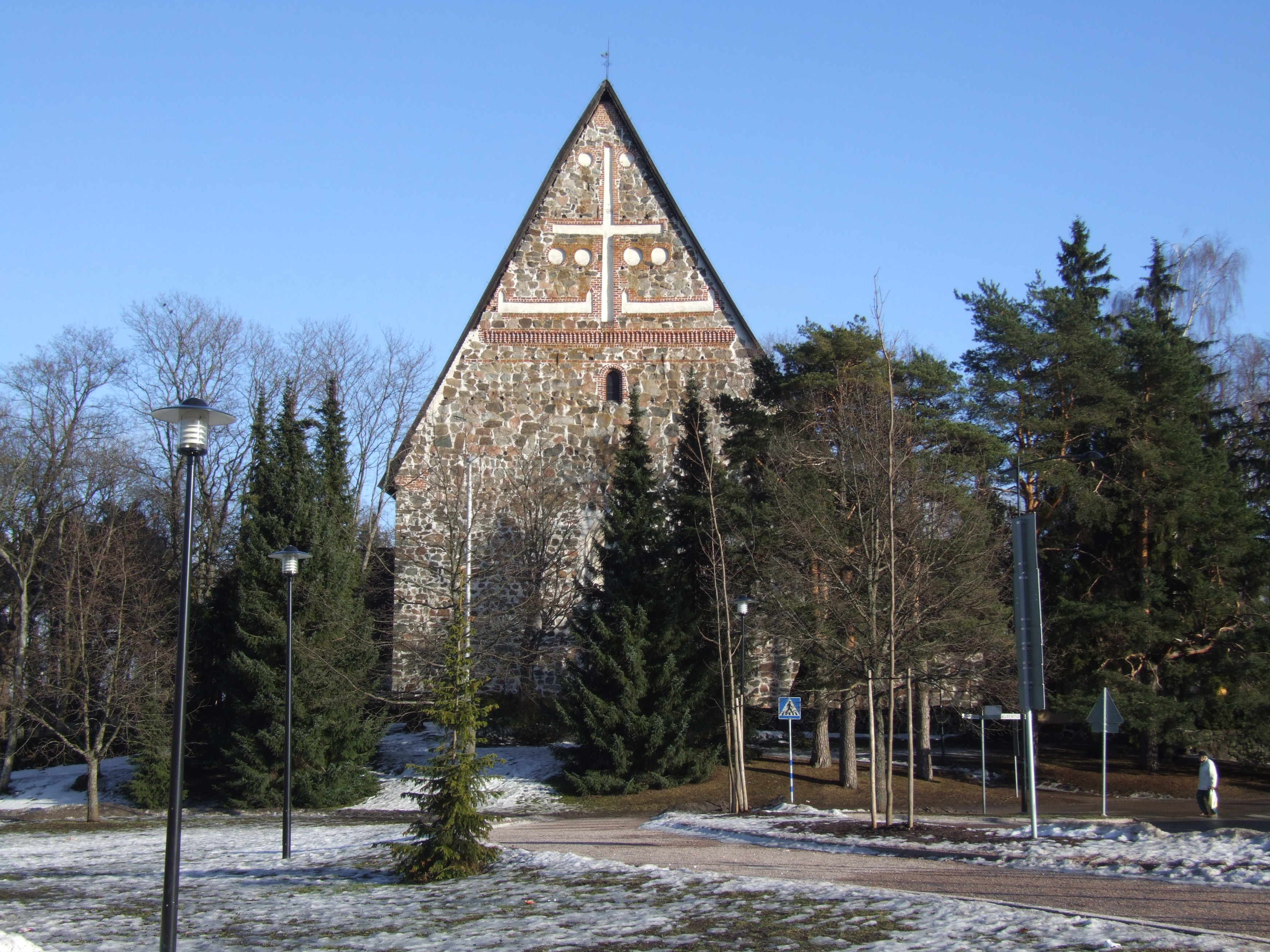
圣劳里教堂

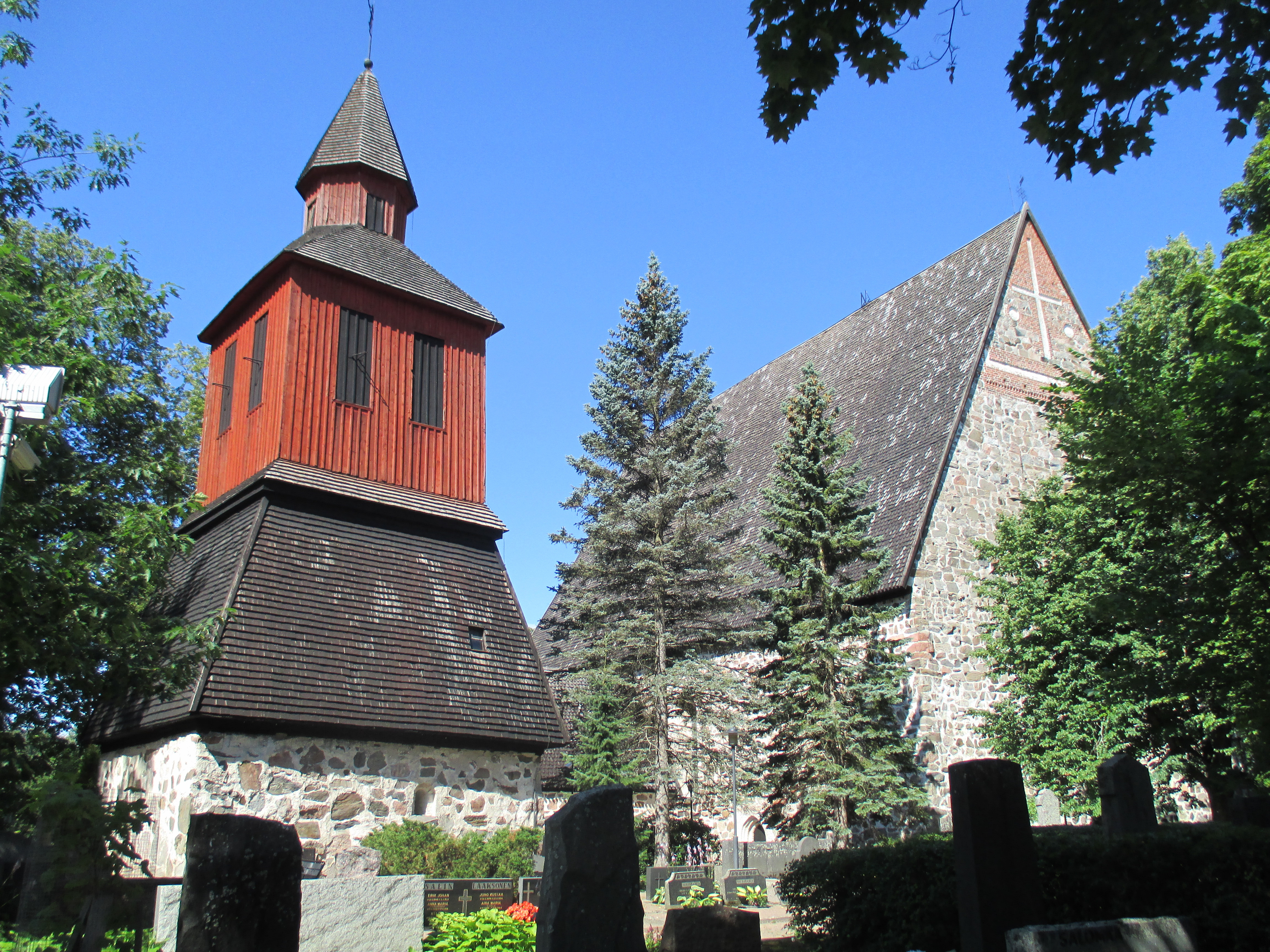
教堂钟楼

洛赫亚圣劳里教堂（芬蘭語：Lohjan Pyhän Laurin kirkko）是一座位于芬兰洛赫亚的教堂。它是芬兰第三大的中世纪教区教堂。教堂里壁画源于16世纪初期，教堂因此是芬兰极具价值的中世纪建筑之一。朴素天真的壁画向未受过教育的教民讲述圣经上的故事。
在宗教改革和路德宗传入芬兰之前，这个教堂属于天主教会。该教堂是奉献给圣罗伦斯的（按芬兰语名字写法译为“圣劳里”）。
在教堂的东南角方向有一座钟楼。其灰色的石头底座很可能始建于中世纪。钟楼的上面木头部分是在大北方战争后的大规模修复中建成的。
在19世纪初期扩大了教堂的窗户，并用一层白粉色遮盖了壁画。在1880年代清除了白粉层，原有的彩色图案得到修复。